# Fada N’Gourma
Fada N'gourmau  város Burkina Faso keleti részén, 219 km-re Ouagadougoutól. Legnagyobb etnikai csoportja a gourmantché. 2012-ben a település népessége 51 421 fő volt. Fada N'Gourma egy nyüzsgő kisváros kórházzal, nagy központi piaccal és  buszpályaudvarral.
Testvérvárosai: Épernay Franciaországban és Great Barrington, Massachusetts állam, USA.

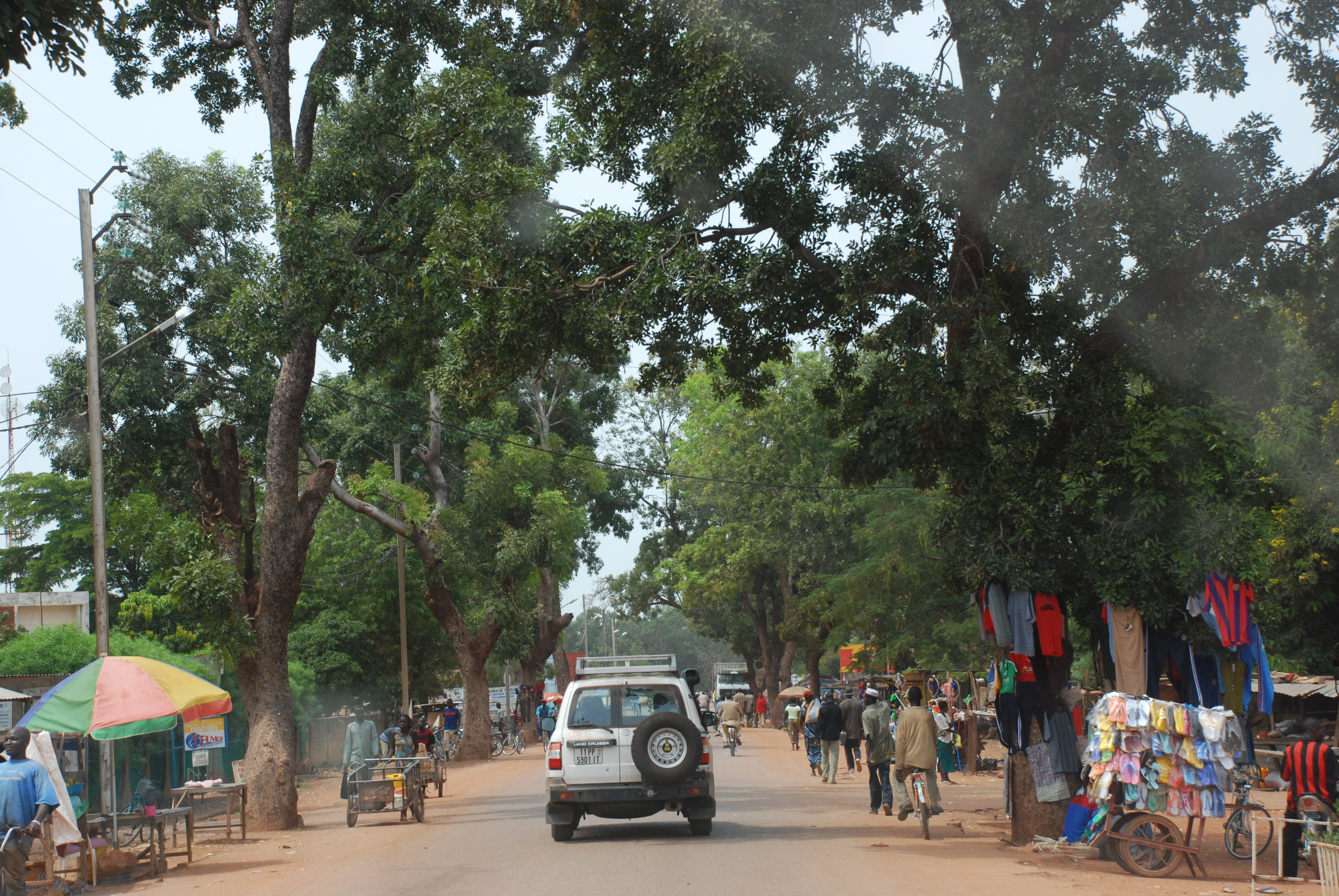
Főutca

## Gazdaság

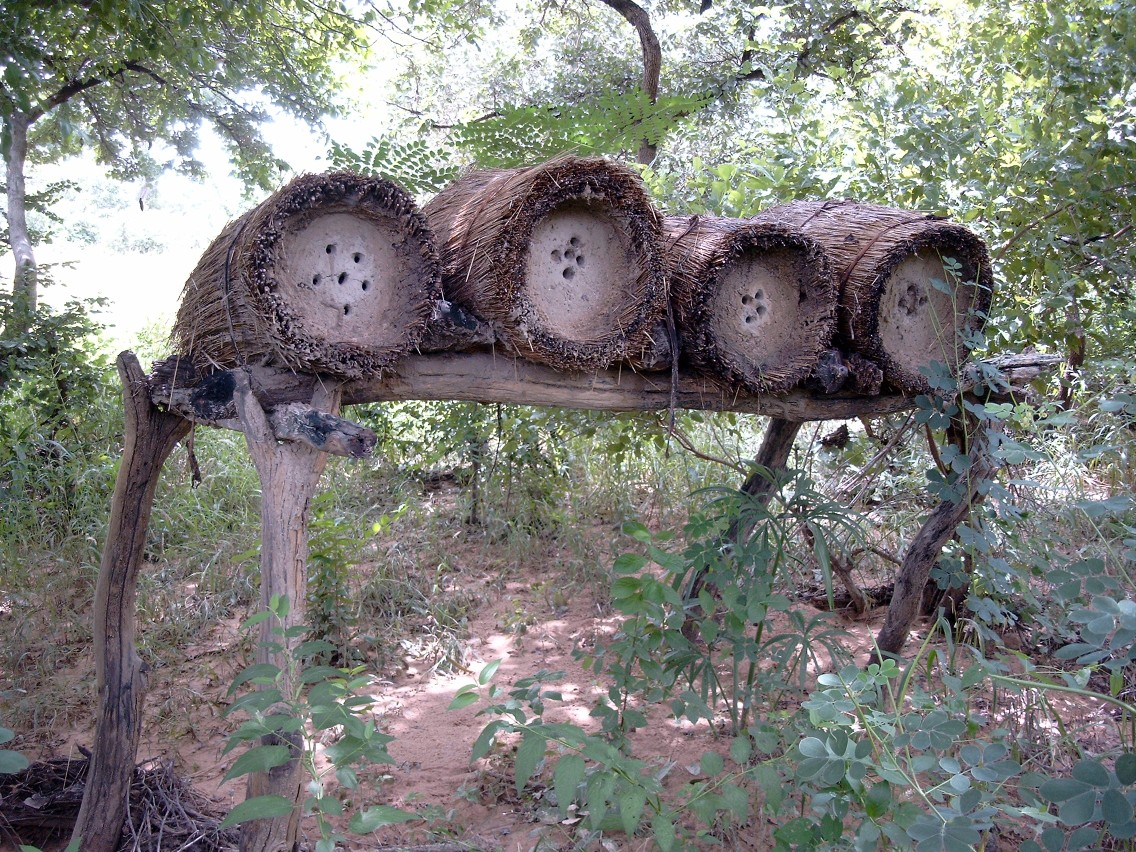
Méhkaptárak

Híres a szőnyeg és takaró gyártásáról valamint jelentős mennyiségű  mézet termelnek a városban.

## Kultúra
Évente megtartott művészeti fesztiválokat tartanak. Az egyik rendezvény "szüreti bálként" működik, a másik meg a fulani kultúrát mutatja be.

## Fordítás
- Ez a szócikk részben vagy egészben  a   Fada N'gourma című angol Wikipédia-szócikk ezen változatának fordításán alapul.  Az eredeti cikk szerkesztőit annak laptörténete sorolja fel. Ez a jelzés csupán a megfogalmazás eredetét és a szerzői jogokat jelzi, nem szolgál a cikkben szereplő információk forrásmegjelöléseként.
- Ez a szócikk részben vagy egészben  a   Fada N'gourma című francia Wikipédia-szócikk ezen változatának fordításán alapul.  Az eredeti cikk szerkesztőit annak laptörténete sorolja fel. Ez a jelzés csupán a megfogalmazás eredetét és a szerzői jogokat jelzi, nem szolgál a cikkben szereplő információk forrásmegjelöléseként.